# 千里金兰大学
千里金兰大学（日语：千里金蘭大学）是一所位于日本大阪府吹田市的私立女子大学，始建于1905年的私立金兰女学校，2003年正式设置为四年制大学。

## 概要
金兰出自中国古籍易经中“二人同心，其利断金；同心之言，其臭如兰。”
目前学校法人金兰会学园旗下设有初中、高中和大学，大学位于大阪府吹田市，初中、高中位于大阪市内。

## 历史沿革
- 1905年，私立金兰会女学校设立。
- 1908年，经文部大臣批准设立私立金兰会高等女学校。
- 1963年，金兰会短期大学在大淀开设，并设立了家政科。
- 1965年，在北千里地区的新学舍投入使用，改名为金兰短期大学，并增设国文科、英文科。
- 2003年，设立四年制的千里金兰大学，生活科学部食品与营养科设立（1学部1学科）。[1].
- 2004年，金兰短期大学改名为千里金兰大学短期大学部 [2]，成立人间社会学部，包括人间社会学科、信息社会学科。
- 2007年，生活科学部增设儿童学科。 [3]
- 2008年，人间社会学部废止并停止招生，设立现代社会学 [4]。同年成立看护学部（看护学科）， [5]与住友医院合作进行实习。[6]
- 2009年，现代社会学部停止招生。
- 2011年3月31日，千里金兰大学短期大学部废止（整合并入千里金兰大学）。

## 教育和研究

### 本科
- 生活科学部
  - 食品营养学科
  - 儿童学科
- 看护学部
  - 看护学科

## 学生生活
校园位于千里丘陵上，距大阪中心梅田约30分钟路程（阪急千里线），校园环境幽静，周边有大阪大学吹田校区和关西大学千里山校区。